# ATP Challenger Series 1994
In der folgenden Tabelle werden die Turniere der professionellen Herrentennis-Saison 1994 der ATP Challenger Series dargestellt. Sie bestand aus 97 Turnieren mit einem Preisgeld von 25.000 bis 125.000 US-Dollar. Es war die 17. Ausgabe des Challenger-Turnierzyklus.

## Turnierplan

### Januar
| Datum1 | Ort           | Turnier                   | Preisgeld | Belag2      | Sieger Einzel   | Sieger Doppel                    |
| ------ | ------------- | ------------------------- | --------- | ----------- | --------------- | -------------------------------- |
| 03.01. | Wellington    | BP National Championships | $ 050.000 | Hartplatz   | Todd Woodbridge | Martin Blackman Kenny Thorne     |
| 24.01. | Heilbronn     | Heilbronn Open            | $ 100.000 | Teppich (i) | Markus Zoecke   | Ģirts Dzelde Mathias Huning      |
| 24.01. | Mar del Plata | Mar del Plata Challenger  | $ 025.000 | Sand        | Albert Costa    | Lucas Arnold Ker Patricio Arnold |
| 31.01. | Lippstadt     | Lippstadt Challenger      | $ 025.000 | Teppich (i) | Karol Kučera    | Alexander Mronz Arne Thoms       |

### Februar
| Datum1 | Ort                    | Turnier                           | Preisgeld | Belag2        | Sieger Einzel     | Sieger Doppel                   |
| ------ | ---------------------- | --------------------------------- | --------- | ------------- | ----------------- | ------------------------------- |
| 07.02. | Rennes                 | Rennes Challenger                 | $ 100.000 | Hartplatz (i) | Daniel Vacek      | Anders Järryd Bent-Ove Pedersen |
| 07.02. | Punta del Este         | Punta del Este Challenger         | $ 025.000 | Sand          | Franco Davín      | Marcelo Filippini Diego Pérez   |
| 07.02. | Wolfsburg              | Volkswagen Challenger             | $ 025.000 | Teppich (i)   | Alexander Mronz   | Rich Benson Adam Malik          |
| 14.02. | Cherbourg              | Cherbourg Challenger              | $ 050.000 | Teppich (i)   | Thierry Guardiola | Neil Broad Johan de Beer        |
| 14.02. | Celle                  | Celle Challenger                  | $ 025.000 | Teppich (i)   | Albert Chang      | Bill Behrens Kirk Haygarth      |
| 21.02. | Indian Wells           | Indian Wells Challenger           | $ 050.000 | Hartplatz     | Steve Bryan       | Kelly Jones Trevor Kronemann    |
| 28.02. | Belém                  | Belém Challenger                  | $ 050.000 | Hartplatz     | Oliver Gross      | keine Angaben zum Doppelfinale  |
| 28.02. | Garmisch-Partenkirchen | Garmisch-Partenkirchen Challenger | $ 025.000 | Teppich (i)   | Karol Kučera      | Patrik Kühnen Alexander Mronz   |

### März
| Datum1 | Ort             | Turnier                    | Preisgeld | Belag2 | Sieger Einzel     | Sieger Doppel                     |
| ------ | --------------- | -------------------------- | --------- | ------ | ----------------- | --------------------------------- |
| 21.03  | Agadir          | Agadir Challenger          | $ 075.000 | Sand   | Younes El Aynaoui | Sláva Doseděl Mark Koevermans     |
| 28.03. | San Luis Potosí | San Luis Potosí Challenger | $ 100.000 | Sand   | Nicolás Pereira   | Oliver Fernández Leonardo Lavalle |

### April
| Datum1 | Ort             | Turnier                    | Preisgeld | Belag2        | Sieger Einzel         | Sieger Doppel                  |
| ------ | --------------- | -------------------------- | --------- | ------------- | --------------------- | ------------------------------ |
| 04.04. | Puerto Vallarta | Puerto Vallarta Challenger | $ 025.000 | Hartplatz (i) | Michael Joyce         | Pablo Albano Nicolás Pereira   |
| 11.04. | Monte Carlo     | Monte Carlo Challenger     | $ 050.000 | Sand          | Andrea Gaudenzi       | Henrik Holm Magnus Larsson     |
| 18.04. | Nagoya          | Nagoya Challenger          | $ 050.000 | Hartplatz     | Christophe van Garsse | Albert Chang Daniel Nestor     |
| 18.04. | São Paulo       | São Paulo Challenger       | $ 025.000 | Sand          | Gabriel Markus        | Otavio Della Marcelo Saliola   |
| 25.04. | Taipeh          | Taipei Challenger          | $ 100.000 | Hartplatz     | Gianluca Pozzi        | Daniel Nestor Maurice Ruah     |
| 25.04. | Bogotá          | Bogotá Challenger          | $ 050.000 | Sand          | Mauricio Hadad        | Lucas Arnold Ker Pablo Campana |
| 25.04. | Rom             | Rome Challenger            | $ 050.000 | Sand          | Horst Skoff           | Tamer El Sawy Mark Knowles     |

### Mai
| Datum1 | Ort       | Turnier                     | Preisgeld | Belag2    | Sieger Einzel      | Sieger Doppel                           |
| ------ | --------- | --------------------------- | --------- | --------- | ------------------ | --------------------------------------- |
| 02.05. | Ljubljana | Ljubljana Challenger        | $ 125.000 | Sand      | Horst Skoff        | Olivier Delaître Jean-Philippe Fleurian |
| 02.05. | Cali      | Cali Challenger             | $ 050.000 | Sand      | Mauricio Hadad     | João Cunha e Silva Tomáš Anzari         |
| 02.05. | Malta     | Malta Challenger            | $ 025.000 | Sand      | Hendrik Jan Davids | Lionel Barthez Radomír Vašek            |
| 02.05. | Manila    | Manila Challenger           | $ 025.000 | Hartplatz | Michael Tebbutt    | Albert Chang Leander Paes               |
| 09.05. | Dresden   | Ostdeutscher Sparkassen Cup | $ 050.000 | Sand      | Marcelo Ríos       | Royce Deppe Jack Waite                  |
| 09.05. | Jerusalem | Jerusalem Challenger        | $ 050.000 | Hartplatz | Arne Thoms         | Ellis Ferreira Kevin Ullyett            |
| 16.05. | Budapest  | Budapest Challenger I       | $ 025.000 | Sand      | Hernán Gumy        | João Cunha e Silva Nuno Marques         |
| 23.05. | Bochum    | Bochum Challenger           | $ 025.000 | Sand      | Mikael Pernfors    | Grant Doyle Michael Tebbutt             |
| 23.05. | Mumbai    | Bombay Challenger           | $ 025.000 | Hartplatz | Leander Paes       | Martin Sinner Martin Zumpft             |
| 30.05. | Taschkent | Tashkent Challenger         | $ 125.000 | Sand      | Chuck Adams        | Karim Alami Sándor Noszály              |
| 30.05. | Fürth     | Quelle Cup                  | $ 100.000 | Sand      | Kris Goossens      | Vojtěch Flégl Andrew Florent            |
| 30.05. | Turin     | Turin Challenger            | $ 100.000 | Sand      | Albert Costa       | Leonardo Lavalle Libor Pimek            |
| 30.05. | Annenheim | Annenheim Challenger        | $ 050.000 | Rasen     | Diego Nargiso      | kein Finale gespielt                    |

### Juni
| Datum1 | Ort          | Turnier              | Preisgeld | Belag2 | Sieger Einzel        | Sieger Doppel                             |
| ------ | ------------ | -------------------- | --------- | ------ | -------------------- | ----------------------------------------- |
| 06.06. | Campinas     | Campinas Challenger  | $ 025.000 | Sand   | Jérôme Golmard       | Patricio Arnold Martin Stringari          |
| 06.06. | Sofia        | Sofia Challenger     | $ 025.000 | Sand   | Martin Sinner        | Tamer El Sawy Tom Kempers                 |
| 06.06. | Weiden       | ATU Cup              | $ 025.000 | Sand   | Mikael Tillström     | Tommy Ho Nuno Marques                     |
| 13.06. | Košice       | Košice Challenger    | $ 100.000 | Sand   | Horst Skoff          | Tommy Ho Mikael Tillström                 |
| 20.06. | Braunschweig | Nord/LB Open         | $ 125.000 | Sand   | Gilbert Schaller     | Horacio de la Peña Emilio Sánchez Vicario |
| 27.06. | Porto        | Oporto Challenger    | $ 125.000 | Sand   | Gilbert Schaller     | Luis Lobo Javier Sánchez                  |
| 27.06. | Montauban    | Montauban Challenger | $ 025.000 | Sand   | Martin Sinner        | Martin Sinner Joost Winnink               |
| 27.06. | Sevilla      | Copa Sevilla         | $ 025.000 | Sand   | Gonzalo López Fabero | Emilio Benfele Álvarez Pepe Imaz          |

### Juli
| Datum1 | Ort              | Turnier                 | Preisgeld | Belag2    | Sieger Einzel    | Sieger Doppel                       |
| ------ | ---------------- | ----------------------- | --------- | --------- | ---------------- | ----------------------------------- |
| 04.07. | Bristol          | Bristol Challenger      | $ 050.000 | Rasen     | Ross Matheson    | Pietro Pennisi Alex Rădulescu       |
| 04.07. | Campos do Jordão | Campos Challenger       | $ 050.000 | Hartplatz | Óscar Ortiz      | Patricio Arnold Richard Matuszewski |
| 04.07. | Eisenach         | Wartburg Open           | $ 025.000 | Sand      | Lars Rehmann     | Brendan Curry Luis Lobo             |
| 11.07. | Aptos            | Aptos Challenger        | $ 050.000 | Hartplatz | Shūzō Matsuoka   | Brian MacPhie Alex O’Brien          |
| 11.07. | Ulm              | Müller Cup              | $ 050.000 | Sand      | Óscar Martínez   | Donald Johnson Jack Waite           |
| 11.07. | Newcastle        | Newcastle Challenger    | $ 050.000 | Hartplatz | Simon Youl       | Neil Broad Simon Youl               |
| 11.07. | Ostende          | Ostend Challenger       | $ 025.000 | Sand      | Christian Ruud   | Marcos Aurelio Górriz Libor Pimek   |
| 18.07. | Scheveningen     | Scheveningen Challenger | $ 075.000 | Sand      | Francisco Clavet | Mårten Renström Mikael Tillström    |
| 18.07. | Montebello       | Montebello Challenger   | $ 050.000 | Hartplatz | Sébastien Lareau | Sébastien Lareau Sébastien Leblanc  |
| 18.07. | Tampere          | Tampere Challenger      | $ 050.000 | Sand      | Brent Larkham    | Branislav Gálik Mario Visconti      |
| 18.07. | Oberstaufen      | Oberstaufen Cup         | $ 025.000 | Sand      | Bohdan Ulihrach  | Joshua Eagle Kirk Haygarth          |
| 25.07. | Posen            | Poznań Challenger       | $ 075.000 | Sand      | Horst Skoff      | Martin Blackman Sergio Cortés       |
| 25.07. | Winnetka         | Winnetka Challenger     | $ 050.000 | Hartplatz | Vincent Spadea   | Brian MacPhie David Witt            |
| 25.07. | Prag             | Prague Challenger       | $ 025.000 | Sand      | Jiří Novák       | Andrei Pavel Alex Rădulescu         |

### August
| Datum1 | Ort            | Turnier                   | Preisgeld | Belag2    | Sieger Einzel        | Sieger Doppel                       |
| ------ | -------------- | ------------------------- | --------- | --------- | -------------------- | ----------------------------------- |
| 01.08. | Istanbul       | Istanbul Challenger       | $ 125.000 | Hartplatz | Markus Zoecke        | Alexander Mronz Alex Antonitsch     |
| 01.08. | Cincinnati     | Cincinnati Challenger     | $ 050.000 | Hartplatz | Vincent Spadea       | Grant Doyle Paul Kilderry           |
| 01.08. | Belo Horizonte | Belo Horizonte Challenger | $ 025.000 | Hartplatz | Fabio Silberberg     | Nelson Aerts Danilo Marcelino       |
| 08.08. | Segovia        | Open Castilla y León      | $ 100.000 | Hartplatz | Rodolphe Gilbert     | Rodolphe Gilbert Stéphane Simian    |
| 08.08. | Binghamton     | Binghamton Challenger     | $ 050.000 | Hartplatz | Leander Paes         | David Di Lucia Chris Woodruff       |
| 08.08. | Brasília       | Brasília Challenger       | $ 050.000 | Hartplatz | Laurence Tieleman    | Bill Barber Ivan Baron              |
| 15.08. | Graz           | Graz Challenger           | $ 125.000 | Sand      | Francisco Clavet     | Hendrik Jan Davids Stephen Noteboom |
| 15.08. | Bronx          | Bronx Challenger          | $ 050.000 | Hartplatz | Alejo Mancisidor     | Chris Bailey Lars-Anders Wahlgren   |
| 15.08. | Fortaleza      | Fortaleza Challenger      | $ 050.000 | Hartplatz | Óscar Ortiz          | Otavio Della Marcelo Saliola        |
| 15.08. | Genf           | Geneva Challenger         | $ 050.000 | Sand      | José Francisco Altur | Luis Lobo Daniel Orsanic            |
| 22.08. | Pilsen         | Pilzen Challenger         | $ 025.000 | Sand      | Radomír Vašek        | Emanuel Couto João Cunha e Silva    |
| 29.08. | Meran          | Merano Challenger         | $ 050.000 | Sand      | Fabrice Santoro      | Tomas Nydahl Simon Youl             |

### September
| Datum1 | Ort       | Turnier                | Preisgeld | Belag2    | Sieger Einzel       | Sieger Doppel                     |
| ------ | --------- | ---------------------- | --------- | --------- | ------------------- | --------------------------------- |
| 05.09. | Venedig   | Venice Challenger      | $ 100.000 | Sand      | Fabrice Santoro     | Cristian Brandi Federico Mordegan |
| 05.09. | Azoren    | Azores Challenger      | $ 050.000 | Hartplatz | Paul Wekesa         | Danny Sapsford Chris Wilkinson    |
| 05.09. | Natal     | Natal Challenger       | $ 050.000 | Sand      | Alejo Mancisidor    | Otavio Della Marcelo Saliola      |
| 12.09. | Seoul     | Seoul Challenger       | $ 050.000 | Hartplatz | David Nainkin       | Bill Barber Ari Nathan            |
| 12.09. | Budapest  | Budapest Challenger II | $ 025.000 | Sand      | Kris Goossens       | Emanuel Couto Tamás György        |
| 19.09. | Barcelona | Barcelona Challenger   | $ 125.000 | Sand      | Alberto Berasategui | Sergio Casal Emilio Sánchez       |
| 19.09. | Singapur  | Singapore Challenger   | $ 050.000 | Hartplatz | Tommy Ho            | Brian Devening Sander Groen       |
| 26.09. | Recife    | Recife Challenger      | $ 050.000 | Hartplatz | Daniele Musa        | Pablo Albano Patricio Arnold      |

### Oktober
| Datum1 | Ort               | Turnier                        | Preisgeld | Belag2        | Sieger Einzel     | Sieger Doppel                     |
| ------ | ----------------- | ------------------------------ | --------- | ------------- | ----------------- | --------------------------------- |
| 03.10. | Monterrey         | Monterrey Challenger           | $ 125.000 | Hartplatz     | Sébastien Lareau  | Daniel Nestor Kenny Thorne        |
| 03.10. | Dublin            | Dublin Challenger              | $ 050.000 | Teppich (i)   | David Prinosil    | Danny Sapsford Chris Wilkinson    |
| 03.10. | Ribeirão Preto    | Ribeirão Challenger            | $ 025.000 | Sand          | Fernando Meligeni | Pablo Albano Patricio Arnold      |
| 10.10. | Lima              | Lima Challenger                | $ 050.000 | Sand          | Christian Ruud    | Gastón Etlis Juan Garat           |
| 10.10. | La Réunion        | Réunion Challenger             | $ 050.000 | Hartplatz     | Laurence Tieleman | Hendrik Jan Davids Joost Winnink  |
| 17.10. | Guayaquil         | Challenger Ciudad de Guayaquil | $ 050.000 | Sand          | Sjeng Schalken    | João Cunha e Silva Nuno Marques   |
| 17.10. | Jakarta           | Jakarta Challenger             | $ 050.000 | Hartplatz     | Mahesh Bhupathi   | Andrew Foster Danny Sapsford      |
| 17.10. | Ponte Vedra Beach | Ponte Vedra Beach Challenger   | $ 050.000 | Hartplatz     | Vincent Spadea    | Paul Annacone Kelly Jones         |
| 24.10. | Brest             | Brest Challenger               | $ 100.000 | Hartplatz (i) | Jeremy Bates      | Trevor Kronemann David Macpherson |
| 31.10. | Aachen            | Lambertz Open by STAWAG        | $ 050.000 | Teppich (i)   | Jan Siemerink     | David Engel Ola Kristiansson      |

### November
| Datum1 | Ort         | Turnier                | Preisgeld | Belag2      | Sieger Einzel       | Sieger Doppel                    |
| ------ | ----------- | ---------------------- | --------- | ----------- | ------------------- | -------------------------------- |
| 14.11. | Nantes      | Nantes Challenger      | $ 100.000 | Teppich (i) | Jim Grabb           | Olivier Delaître Guillaume Raoux |
| 14.11. | Glendale    | Glendale Challenger    | $ 050.000 | Hartplatz   | Christian Ruud      | Trevor Kronemann Rick Leach      |
| 21.11. | Guadalajara | Guadalajara Challenger | $ 100.000 | Sand        | Bryan Shelton       | Juan Garat Maurice Ruah          |
| 21.11. | Rogaška     | Rogaška Challenger     | $ 025.000 | Teppich (i) | Frederik Fetterlein | Jan Kodeš Tomáš Anzari           |

### Dezember
| Datum1 | Ort       | Turnier              | Preisgeld | Belag2        | Sieger Einzel   | Sieger Doppel                     |
| ------ | --------- | -------------------- | --------- | ------------- | --------------- | --------------------------------- |
| 05.12. | Naples    | Naples Challenger    | $ 050.000 | Sand          | Christian Ruud  | Trevor Kronemann David Macpherson |
| 05.12. | Perth     | Perth Challenger     | $ 050.000 | Rasen         | Ján Krošlák     | Ben Ellwood Mark Philippoussis    |
| 05.12. | São Luís  | São Luís Challenger  | $ 050.000 | Hartplatz     | Michael Joyce   | João Cunha e Silva Roger Smith    |
| 12.12. | Andorra   | Andorra Challenger   | $ 125.000 | Hartplatz (i) | Paul Wekesa     | Anders Järryd Mikael Tillström    |
| 12.12. | Köln      | Cologne Challenger   | $ 050.000 | Hartplatz (i) | Karsten Braasch | Alexander Mronz Udo Riglewski     |
| 12.12. | Adelaide  | Adelaide Challenger  | $ 025.000 | Rasen         | Neil Borwick    | Mahesh Bhupathi Dick Norman       |
| 12.12. | Prostějov | Prostějov Challenger | $ 025.000 | Teppich (i)   | Karol Kučera    | Jiří Novák Radomír Vašek          |

- 1 Turnierbeginn (ohne Qualifikation)
- 2 Das Kürzel „(i)“ (= indoor) bedeutet, dass das betreffende Turnier in einer Halle ausgetragen wurde.